# 1919 no Brasil
Esta é uma cronologia dos fatos acontecimentos de ano 1919 no Brasil.

## Incumbentes
- Presidente do Brasil - Delfim Moreira (15 de novembro de 1918 - 28 de julho de 1919)
- Presidente do Brasil - Epitácio Pessoa (28 de julho de 1919 - 15 de novembro de 1922)

## Eventos
- 3 de março: A primeira edição do Jornal do Comércio circula em Recife, Pernambuco.
- 13 de abril: Epitácio Pessoa é eleito presidente do Brasil na eleição presidencial direta.[1]
- 24 de abril: É inaugurada a filial brasileira da fabricante de veículos Ford, em São Bernardo do Campo (SP).
- 11 - 29 de maio: Campeonato Sul-Americano de Futebol, primeira edição realizada no Brasil.
- 29 de maio: Um eclipse solar é observado pelo astrônomo britânico Andrew Crommelin em Sobral, Ceará[2][3]. E assim foi comprovado a Teoria da Relatividade Geral, de Albert Einstein.
- 3 de julho: Criação do Instituto Vital Brazil.
- 28 de julho: Epitácio Pessoa toma posse como 11° presidente do Brasil.

## Nascimentos
- 18 de fevereiro: Raul Brunini, radialista e político (m. 2009).
- 19 de fevereiro: Sérgio Correia da Costa, historiador e diplomata (m. 2005).
- 1 de março: João Goulart, 24° presidente do Brasil (m. 1976).
- 12 de junho: Oberdan Cattani, goleiro brasileiro (m. 2014)
- 31 de julho: Rondon Pacheco, político (m. 2016)
- 31 de agosto: Jackson do Pandeiro, músico (m. 1982).
- 18 de outubro: Orlando Drummond, dublador e ator (m. 2021).
- 9 de novembro: Eva Todor atriz húngara naturalizada brasileira (m. 2017).

## Mortes
- 16 de janeiro: Rodrigues Alves, político e 5º Presidente do Brasil (n. 1848).
- 20 de janeiro: Anália Franco, professora e escritora (n.1853).
- 15 de junho: Sabino Barroso, jornalista (n. 1859).
- 23 de agosto: Aurélio Veríssimo de Bittencourt, jornalista e escritor (n. 1849).